# Aprilfeesten (Amsterdam)

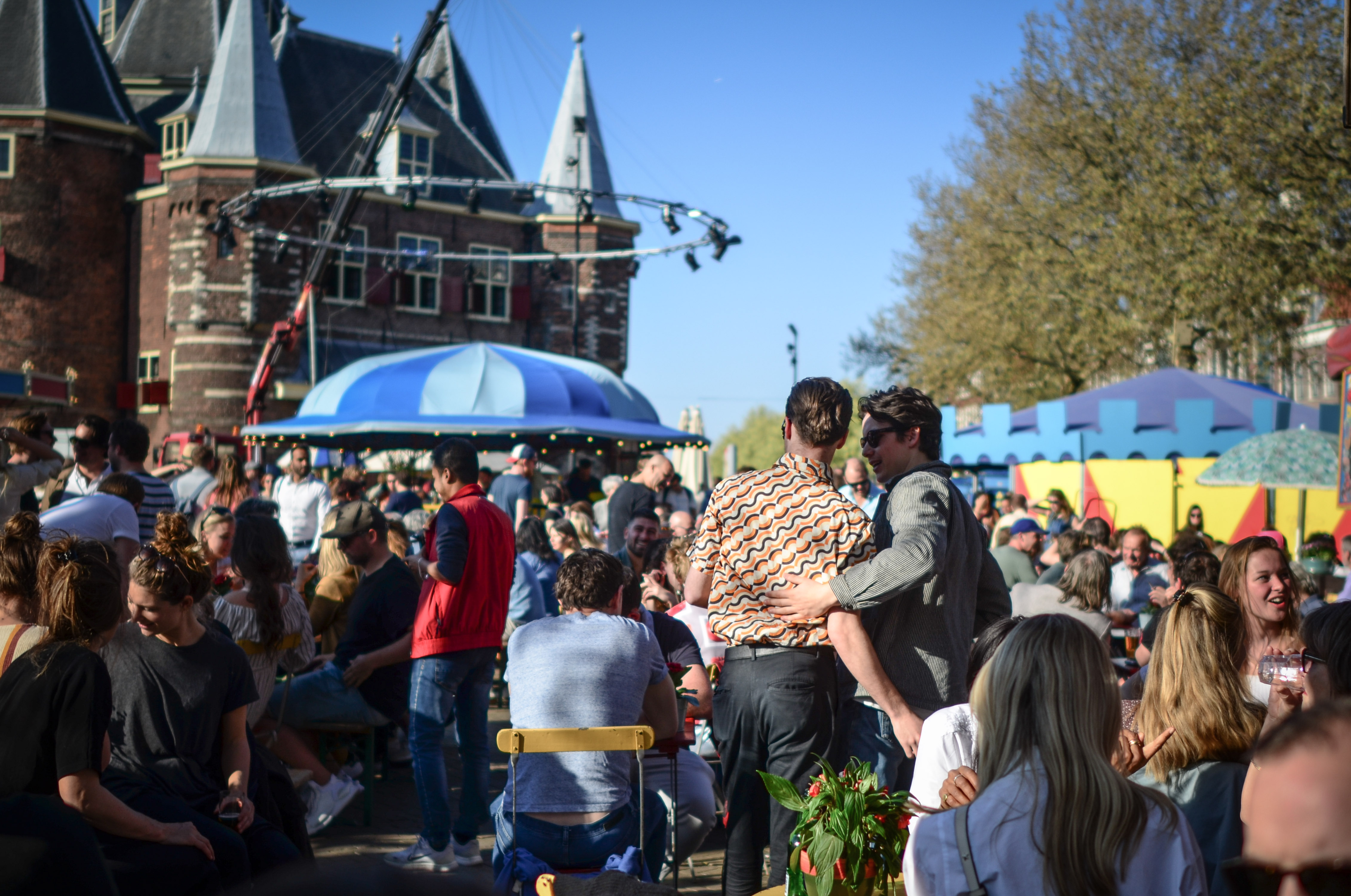
Aprilfeesten op de Nieuwmarkt, 2019

De Aprilfeesten is het meerdaagse buurtfestival van de Nieuwmarktbuurt in Amsterdam. Sinds 1988 beginnen elk jaar de vieringen in de week voorafgaand aan Koningsdag.

## Locatie
De Aprilfeesten vinden plaats op het Nieuwmarktplein, rondom het Waaggebouw.

## Oorsprong
Op de Nieuwmarkt wordt sinds oudsher een traditionele voorjaarskermis gehouden. In de 19e eeuw, en daarna in de periode vanaf 1945 tot halverwege de jaren 70.

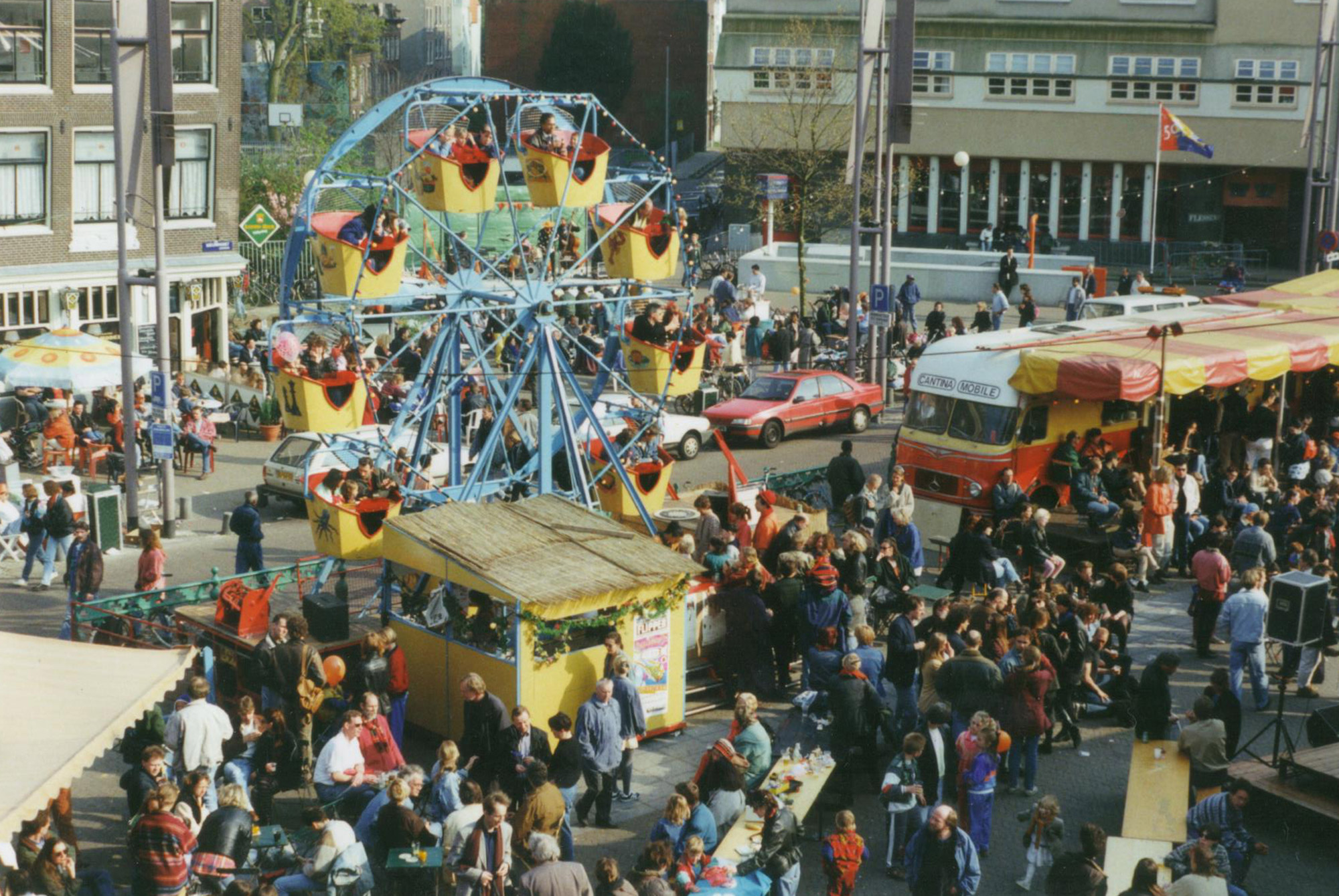
Aprilfeesten op de Nieuwmarkt, 1993

In 1988 groeide, na een aantal roerige jaren, onder buurtbewoners de behoefte naar een betere leefomgeving. Een groep buurtbewoners kraakten het Waaggebouw en tapte daar stroom en water af. Met zelf meegebrachte festivaltenten werd een buurtontbijt georganiseerd en waren de Aprilfeesten geboren.

## Activiteiten
Muziek, (kinder)activiteiten, zweefmolen en een buurtontbijt zijn vaste onderdelen van het programma. Daarnaast zijn er bijna altijd diverse food trucks, een mini-reuzenrad en een draaimolen.